# Fakaofo

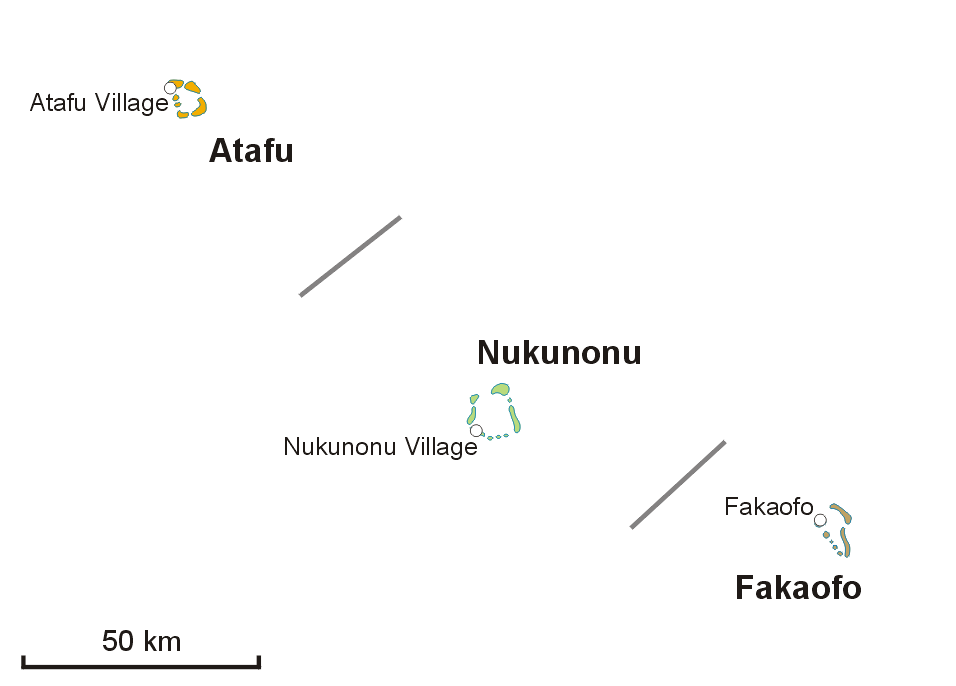
Lägeskarta

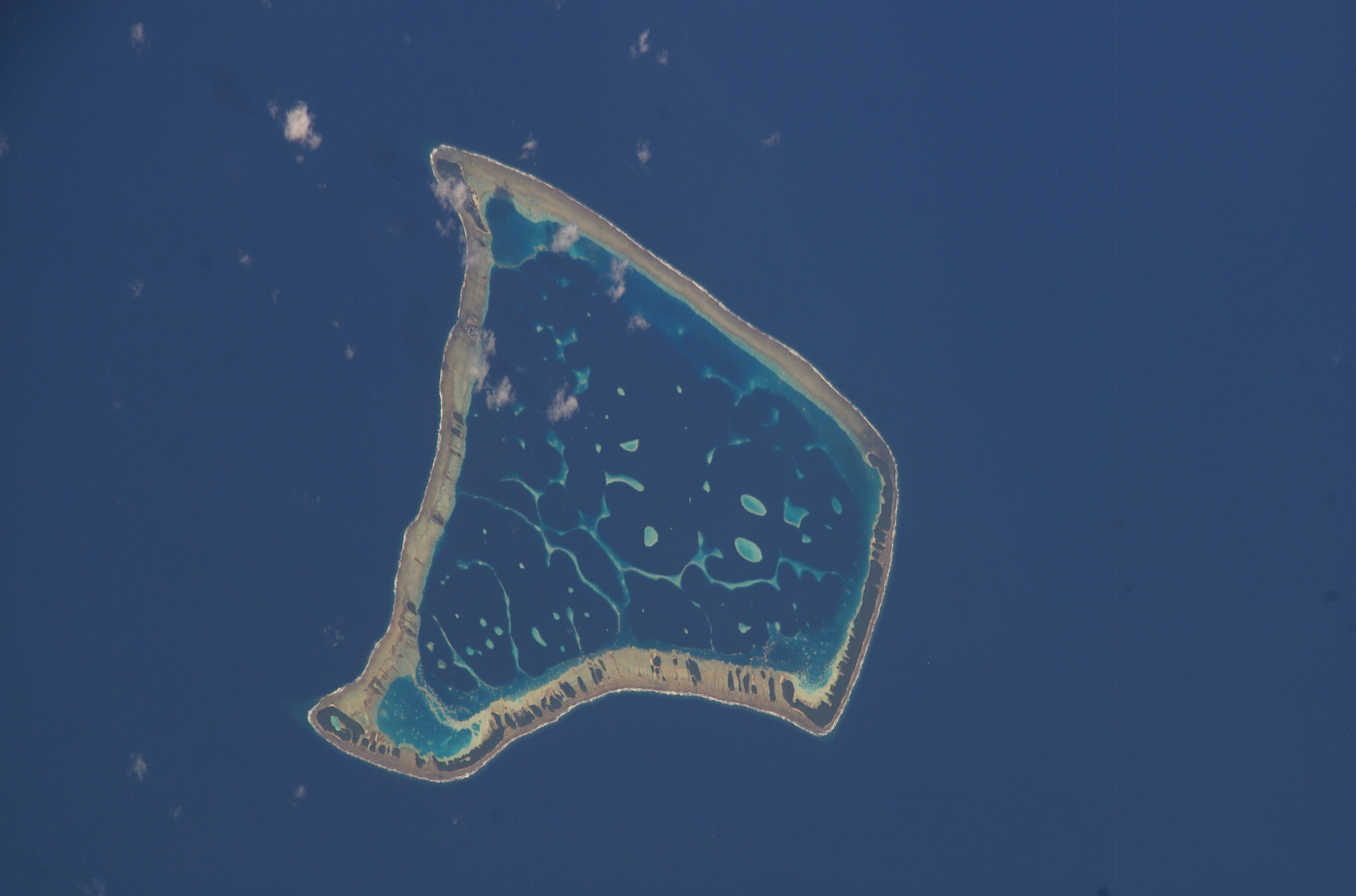
Fakaofoatollen

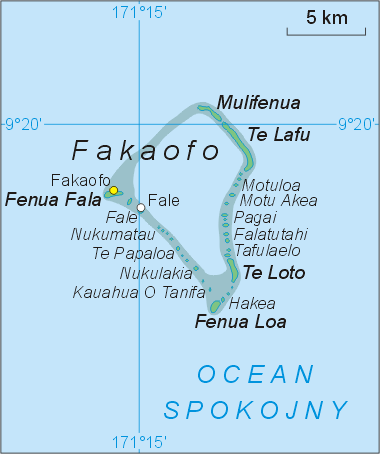
Karta över Fakaofoatollen

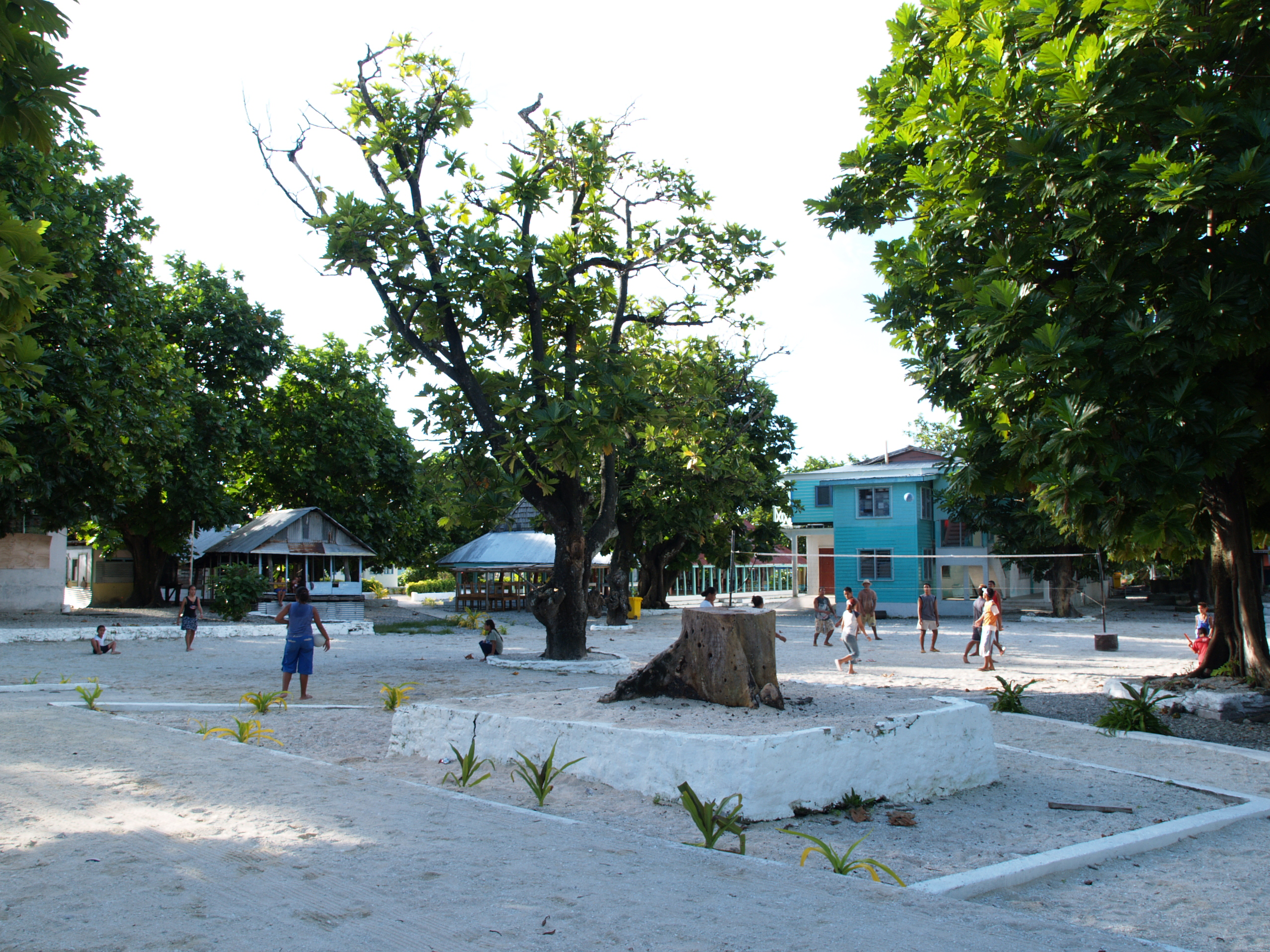
Torget i Fanuafala på Fakafotu

Fakaofo (engelska Fakaofo, tokelauanska Fakaofo) är en atoll bland Tokelauöarna i Polynesien i södra Stilla havet och tillhör Nya Zeeland.

## Geografi
Fakaofo ligger cirka 57 sydöst om Nukunonu. Det är Tokelauöarnas sydligaste atoll och den tätast befolkade.
Tokelau gör även anspråk på Swainsön som ligger ca 177 km söder om Fakaofoatollen.
Atollen har en sammanlagd yta om ca 53 km² med en längd på ca 10,5 km och ca 6,5 km bred. Landarealen är på ca 2,63 km² och lagunen har en yta av ca 50 km². Atollen består av ca 62 motus (småöar) och omges av ett korallrev.
Den högsta höjden är på endast cirka 5 m ö.h.
Befolkningen uppgår till ca 475 invånare (1) där de flesta bor i huvudorterna Fanuafala på ön Fakafotu och Fale by på ön Fale i den västra delen. Förvaltningsmässigt utgör atollen ett eget distrikt bland Tokelauöarna:
Atollen kan endast nås med mindre fartyg då den saknar såväl flygplats som riktig hamn.

## Historia
Tokelauöarna har troligen bebotts av polynesier sedan 1000-talet.
I början på 1600-talet överföll Fakaofos krigare Swainsön och då dödade man alla män och rövade bort kvinnorna från ön (2).
Den amerikanske upptäcktsresanden Edward John Smith blev den 14 februari 1835 den förste europé att upptäcka Fakaofo (3) och namngav då ön "D'Wolf's Island".
Den 28 januari 1841 besöktes atollen av den amerikanska United States Exploring Expedition och döptes då till Bowditch Island.
Under 1800-talet erövrade Fakaofos krigare grannatollerna Atafu och Nukunonu och alla atollerna styrdes därefter en kort tid av kung Tu'i Tokelau. Senare blev atollerna åter oberoende.